# A. Thorenfeld
Anton Erik Christian Thorenfeld (Født 9. april 1839 i Svendborg, død 20. februar 1907 i København) var en dansk landskabsmaler og operasanger.
Thorenfeld var søn af urmager Urbanus Ludvig Thorenfeld (1817-1886) og Ellen Marie Nielsen (1821-1874). Efter at have gennemgået malerlæren kom han til Kunstakademiet i København og arbejdede der i årene 1858-64. Ved siden heraf malede han landskabsstudier og modtog råd og vejledning hos P.C. Skovgaard, Vilhelm Kyhn, Godtfred Rump og F.C. Kiærschou, uden dog at træde i egentligt elevforhold til nogen af dem. På forårsudstillingen i 1859 debuterede han med en studie; i 1861 solgte han Parti fra Svendborg til Kunstforeningen, der senere har købt flere af hans arbejder, 1873 således Parti fra Hobro Fjord, der på udstillingen var lønnet med Den Sødringske Præmie. I 1885 var Thorenfeld udenlands med Akademiets stipendium, i 1893-94 med Det anckerske Legat, men malede på sine rejser kun lidet og udstillede intet deraf med undtagelse af et par svenske motiver. Han er som kunstner en udpræget dansk natur, jævn og ærlig i sit emnevalg og sit syn og lige så omhyggelig som stilfærdig i udførelsen. hans betydeligste arbejder er landskaber med store flader og dyb horisont; i disse stå luft og terræn ofte sammen med en finhed i form og tone, der giver dem blivende værd, og ikke sjælden interessere de ved stor og ejendommelig linjeføring, således Jysk Landskab, Motiv fra Sæbyegnen (1882), Sommerdag ved Jyllands Østkyst (1886; Statens Museum for Kunst), Parti ved Roskilde Fjord ("Mention honorable" ved Verdensudstillingen i Paris 1889; købt af museet i Maribo) og Tordenvejr, fra Bakkerne ved Hald (1892; Odense Museum). A. Thorenfeld er blevet malet af Wenzel Tornøe, 1870.
Thorenfeld var også bassanger. I 1869 debuterede Thorenfeld som Sarastro i Tryllefløjten på Det Kongelige Teater, hvortil han var knyttet indtil 1884.
Thorenfeld blev den 30. oktober 1872 gift med Valborg Emilie Biilmann (1843-1883), datter af kolonibestyrer i Grønland, kammerråd Holger Biilmann (1797-1864) og Johanne Elisabeth Cathrine f. Bang (1815-1864). Året efter hendes død i 1883 blev han, den 6. juli 1884, gift med Agnes Emilie Nehm (14. november 1851), datter af urtekræmmer Ferdinand Nehm (1817-1886) og Emilie Marie Bentzen (1821-1874).

## Ekstern henvisning
- Wikimedia Commons har flere filer relateret til A. Thorenfeld
- A. Thorenfeld på Kunstindeks Danmark/Weilbachs Kunstnerleksikon
- Sigurd Müller: Thorenfeld, Anton Erik Christian, f. 1839, Landskabsmaler i Dansk Biografisk Leksikon (1. udgave, bind 17, 1903) , side 251, Udgivet af C.F. Bricka, Gyldendal (1887–1905)